# Cieśnina Peskadorska
Cieśnina Peskadorska (chiń. trad. 澎湖水道; pinyin Pēnghú Shuǐdào) – cieśnina położona między archipelagiem Peskadorów na zachodzie oraz południowo-zachodnim wybrzeżem Tajwanu na wschodzie. Łączy Morze Południowochińskie i Cieśninę Tajwańską. Ma około 40 km szerokości i 100 m głębokości na północy oraz 80 km szerokości i 200 m głębokości na południu. Cieśnina jest znana ze skamieniałości z okresu plejstocenu wydobywanych z osadów dennych, w tym skamieniałego fragmentu żuchwy Penghu 1, fragmentu czaszki wymarłego słonia z gatunku Palaeoloxodon huaihoensis oraz czaszki wymarłego gatunku wołu Bubalus teilhardi, a także kilku zębów mamuta włochatego. Do cieśniny uchodzą rzeki Zhuoshui Xi i Zengwen Xi. Przez cieśninę przepływa przedłużenie prądu Kuro Siwo. W cieśninie występują silne prądy pływowe o szybkości dochodzącej do około 2 m/s. W 1787 roku przez cieśninę próbował przepłynąć Jean-François de La Pérouse, jednak z powodu złych warunków pogodowych musiał zawrócić. W 1998 roku Republika Chińska ogłosiła nowe linie podstawowe, na podstawie których cieśnina, która wcześniej była międzynarodowym szlakiem wodnym, weszła w skład jej wód wewnętrznych.